# Nathan’s Famous

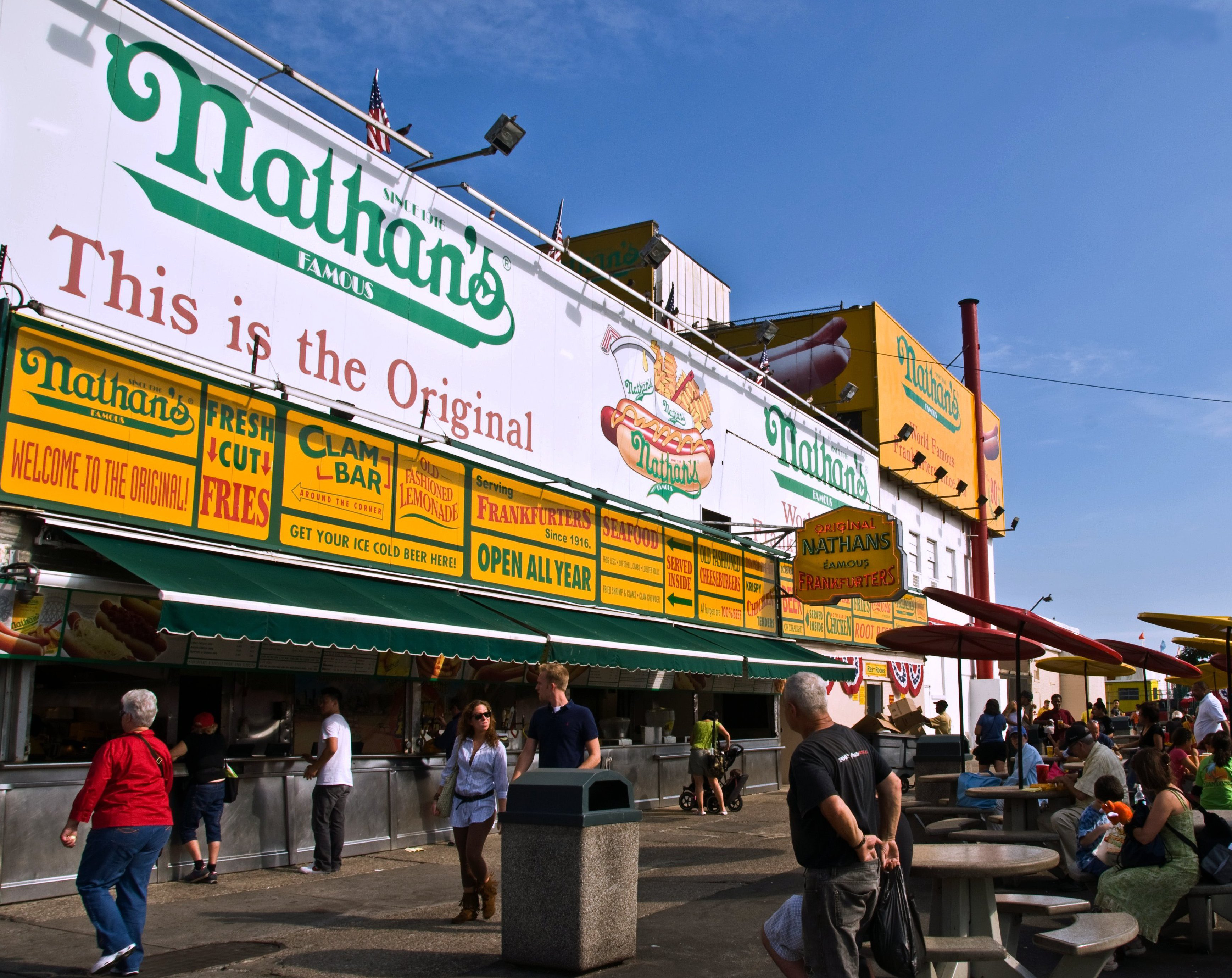
Самая первая закусочная Nathan’s Famous на Кони Айленд

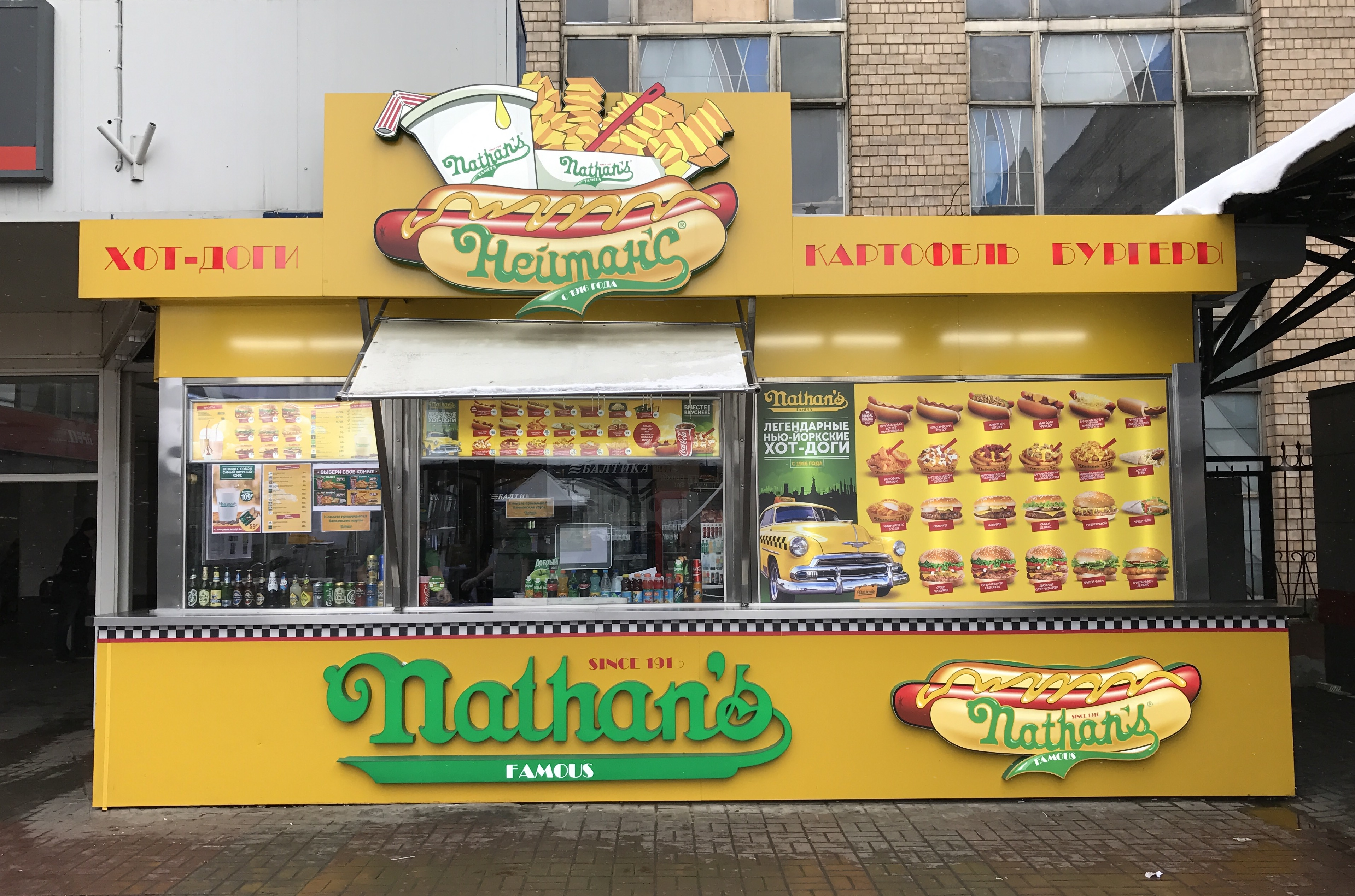
Закусочная Nathan’s Famous в Москве на территории Ленинградского вокзала

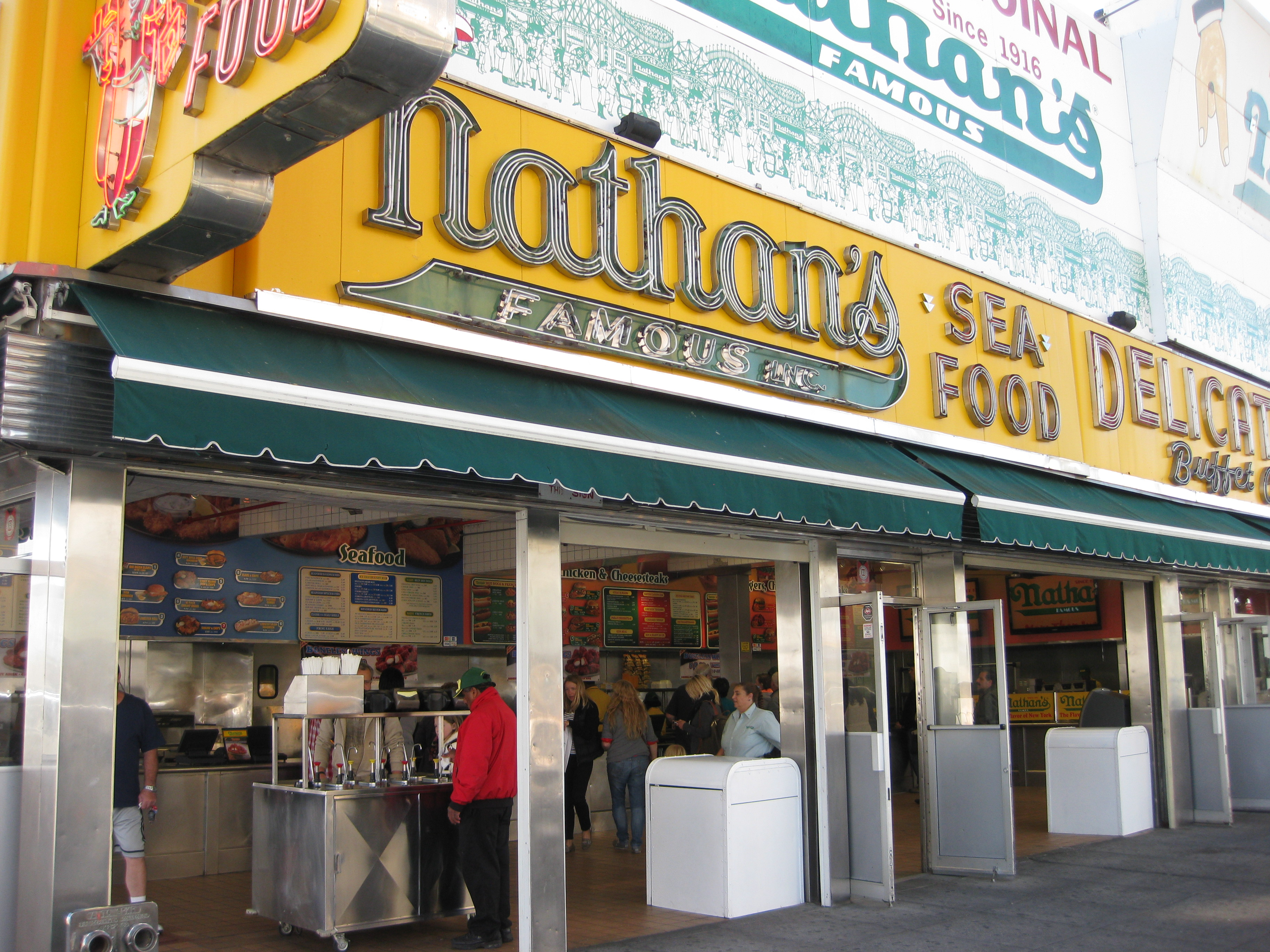
Закусочная Nathan’s Famous изнутри

Nathan’s Famous — американская компания, управляющая сетью закусочных быстрого питания, специализирующихся на хот-догах. Самая первая закусочная Nathan’s Famous расположена в Бруклине, на углу Сёрф и Стилвел авеню, Кони-Айленд.

## История
Компания начинала бизнес с закусочной, где продавали хот-доги по 5 центов. Закусочная была открыта в 1916 году. Названа она была по имени основателя, Натана Хендверкера, еврея, эмигрировавшего из Польши. Вести дело Натану помогала его жена, Ида Хендверкер. До открытия закусочной Натан работал доставщиком в закусочной Feltman’s German Beer Garden. К открытию своего дела его подтолкнули приятели, Эдди Кантор и Джимми Дюрант, работавшие в закусочной Фельтмана поющими официантами. Основным блюдом в закусочной были хот-доги с соусом по рецепту его жены Иды. Хендверкер продавал их по 5 центов, вдвое дешевле, чем его бывший работодатель Фельтман. В то время санитарно-гигиенический надзор и контроль качества еды находились в зачаточном состоянии, а потому происхождение таких дешёвых хот-догов вызывало у людей серьёзные подозрения. Натан, чтобы убедить людей в качестве своих сосисок, начал кормить местных врачей бесплатно, но с условием, что на них должны быть медицинские халаты. Кроме того он просто нанял людей, которые одевались, как врачи и ели в его закусочной. Таким образом ему удалось привлечь множество новых клиентов и сохранить прежних. Бизнес стал процветать.
Расширение бизнеса начал сын Натана, Мюррей Хендверкер. В 1959 году он открыл второе заведение в Оушенсайде штат Нью-Йорк, а следующее в 1965 году в Йонкерс. В 1977 году компания владела 43 собственными закусочными. Мюррей Хендверкер в 1968 году стал президентом Nathan’s Famous. А в 1987 году компания была продана группе частных инвесторов. С этого момента компания начала переходить на работу по принципу франчайзинга и было открыто множество закусочных, как в Нью-Йорке, так и за его пределами. В 1993 году Nathan’s Famous стала публичной компанией, а спустя три года из неё ушел Билл Хендверкер, внук основателя.
В 90-х годах XX века Nathan’s Famous приобрела Kenny Rogers Roasters и Miami Subs Grill. В настоящее время компания состоит из 263 франчайзинговых подразделений и 5 собственных.
Продукция Nathan’s Famous поставляется во все штаты США и 11 зарубежных странах. Одна закусочная была разрушена при обрушении Всемирного Торгового Центра, в результате террористических актов 11 сентября 2001 года. Недавно были заключены международные франчайзинговые соглашения с Египтом и Израилем. Кроме того Nathan’s Famous имеет эксклюзивные кобрендинговые права на марку Arthur Treacher’s Fish and Chips.
Самая первая закусочная Nathan’s Famous по прежнему существует и находится там же, где и была основана в 1916 году. Закусочная работает круглый год, обслуживая клиентов внутри, а в летние месяцы, при наплыве посетителей, открываются спецокна для обслуживания возросшего числа клиентов прямо с улицы.
Nathan`s в России появился в 2013 году и на данный момент имеет 8 собственных хот-дог-пойнтов в Москве и 9 пойнтов франчайзинговой сети в регионах.
Nathan’s Famous и компания ООО «ЭнЭф Рус» в качестве его официального представителя в России имеет все необходимые инструменты эффективного и главное оперативного развёртывания глобальной сети кафе на территории РФ.
Компания «ЭнЭф Рус» является эксклюзивным владельцем прав франчайзинга Nathan’s Famous на территории России и стран СНГ.

## Соревнования по поеданию хот-догов
Соревнования по поеданию хот-догов стали проводиться в самой первой закусочной Nathan’s Famous в начале 70х годов XX века. Несмотря на то, что представители компании заявляют, что соревнования проводились чуть ли не с 1916 года, убедительных доказательств тому не найдено. Правила предельно просты. Соперники пытаются съесть как можно больше хот-догов за 10 минут. В 2006 году соревнования выиграл Такэру Кобаяси, установив мировой рекорд — 54 хот-дога за 12 минут. Это была его шестая последовательная победа в турнире. В 2007 году он установил личный рекорд, съев 63 хот-дога, но проиграл с разницей в 3 хот-дога Джоуи Чеснату. В 2008 году время проведения соревнования уменьшили до 10 минут и снова победил Джоуи Чеснат, съев 64 хот-дога. А в 2009 году он победил, установив новый мировой рекорд — 68 хот-догов. Кобаяси занял второе место, осилив 64.5 хот-дога.